# Dieppe Bay Town
Dieppe Bay Town è un villaggio di Saint Kitts e Nevis, situato nell'isola di Saint Kitts, nella parrocchia di Saint John Capisterre.
| Controllo di autorità | VIAF (EN) 164477229 |